# ریچارد بورن (بازیکن فوتبال)
ریچارد بورن (انگلیسی: Richard Bourne؛ زادهٔ ۹ دسامبر ۱۹۵۴) بازیکن فوتبال اهل بریتانیا است.
از باشگاه‌هایی که در آن بازی کرده‌است می‌توان به باشگاه فوتبال رامزگیت، باشگاه فوتبال ویموث، باشگاه فوتبال بث سیتی، و باشگاه فوتبال کولچستر یونایتد اشاره کرد.